# Bathypsammia tintinnabulum
Bathypsammia tintinnabulum är en korallart som först beskrevs av Pourtalès 1868.  Bathypsammia tintinnabulum ingår i släktet Bathypsammia och familjen Dendrophylliidae. Inga underarter finns listade i Catalogue of Life.